# Métodos de suicídio

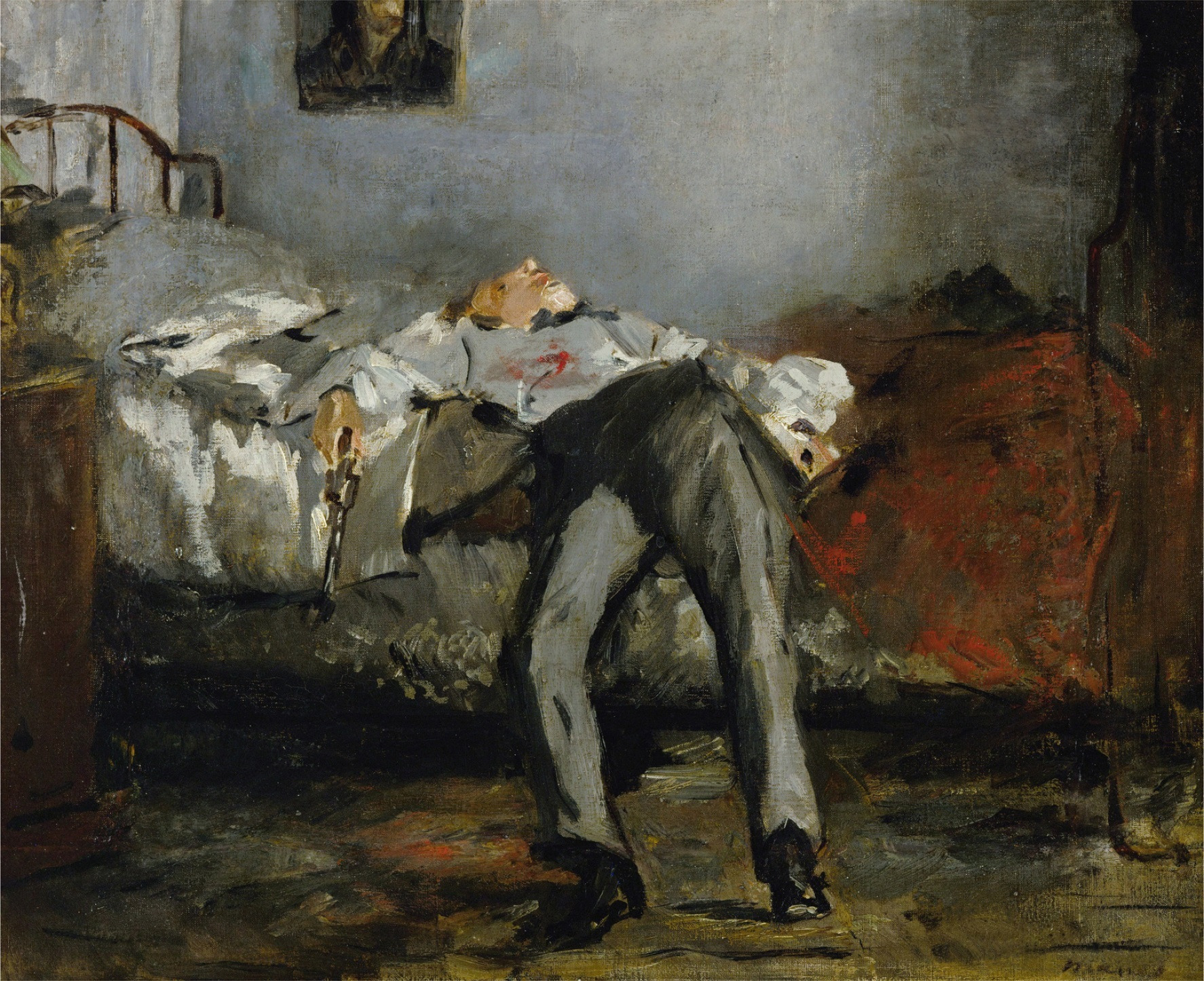
O suicida (1877-1881), de Édouard Manet. Le Suicide rendeu à pintura o superlativo de "a imagem de morte mais sombria e realista que Manet já criou".

Um método de suicídio é qualquer meio pelo qual uma pessoa comete o suicídio, encerrando propositadamente a própria vida.
Globalmente, o método de suicido mais usado é o uso de armas de fogo que corresponde a 8% de todas as causas de suicídio, seguido pelo método de envenenamento por pesticidas.

## Estudo
O estudo dos métodos de suicídio tem como objetivo identificar os métodos comumente utilizados e os grupos de risco de suicídio; tornar os métodos menos acessíveis pode ser útil na prevenção do suicídio. Limitar a disponibilidade de meios como pesticidas e armas de fogos é recomendado por um Relatório Mundial de Saúde sobre suicídio e sua prevenção. A identificação precoce de transtornos mentais e transtorno por abuso de substâncias, cuidados de acompanhamento para aqueles que tentaram suicídio e a divulgação responsável pela mídia são vistos como fundamentais para reduzir o número de mortes pelo suicídio. As estratégias nacionais de prevenção do suicídio também são defendidas por meio de uma resposta abrangente e coordenada à prevenção do suicídio. Isso precisa incluir o registro e monitoramento de suicídios e tentativas de suicídio, discriminando os números por idade, sexo e método.
Essas informações permitem que os recursos de saúde pública se concentrem nos problemas que são relevantes em um determinado local, ou para uma determinada população ou subpopulação. Por exemplo, se as armas de fogo são usadas em um número significativo de suicídios em um lugar, as políticas de saúde pública podem se concentrar na segurança das armas, como manter as armas trancadas e a chave inacessível aos membros da família em risco. Se os jovens tiverem um risco aumentado de suicídio por overdose de medicamentos específicos, uma classe alternativa de medicamentos pode ser prescrita, um plano de segurança e monitoramento de medicamentos podem ser implementados e os pais podem ser instruídos sobre como evitar o acúmulo de medicamentos para uma futura tentativa de suicídio.

### Restrição de método
A restrição de método, também chamada de redução dos meios letais, é uma forma eficaz de reduzir o número de mortes por suicídio a curto e médio prazo. A restrição do método é considerada uma boa prática apoiada por evidências "convincentes". Algumas dessas ações, como instalar barreiras em pontes e reduzir a toxicidade de gases, exigem a ação de governos, indústrias ou serviços públicos. A nível individual, a restrição do método pode ser tão simples quanto pedir a um amigo ou familiar de confiança que guarde armas de fogo até que a crise passe. Escolher não restringir o acesso a métodos de suicídio é considerado antiético.
A restrição do método é eficaz e previne suicídios. Tem o maior efeito nas taxas gerais de suicídio quando o método que está sendo restringido é comum e não há substituição direta disponível. Se o método que está sendo restringido for incomum, ou se um substituto estiver prontamente disponível, ele poderá ser eficaz em casos individuais, mas não produzirá uma redução em grande escala no número de mortes em um país.
Segundo a Escola de Saúde Pública da Universidade Harward, a redução da disponibilidade de métodos (reduzir o acesso de um suicida a meios altamente letais) é uma parte importante de uma abordagem abrangente para a prevenção do suicídio e baseia-se nos seguintes entendimentos:
- Muitas tentativas de suicídio ocorrem com pouco planejamento durante uma crise de curto prazo.
- A intenção não é tudo o que determina se um intento vive ou morre; o método também importa.
- 90% dos tentadores que sobrevivem NÃO morrem por suicídio mais tarde.
- O acesso a armas de fogo é um fator de risco para o suicídio.
- As armas de fogo usadas no suicídio de jovens geralmente pertencem a um dos pais.
- Reduzir o acesso a meios letais salva vidas.

#### Substituição de método
A substituição de método é o processo de escolha de um método de suicídio diferente quando o método de primeira escolha é inacessível. Em muitos casos, quando o método de primeira escolha é restrito, a pessoa não tenta encontrar um substituto. A substituição de métodos foi medida ao longo de décadas, portanto, quando um método comum é restrito (por exemplo, tornando o gás doméstico menos tóxico), as taxas gerais de suicídio podem ser suprimidas por muitos anos . Se o método de suicídio de primeira escolha for inacessível, pode ser feita uma substituição de método que pode ser menos letal, tendendo a resultar em menos tentativas de suicídio fatais.
Em um exemplo do efeito de corte, mudanças não relacionadas ao suicídio também funcionaram como restrições ao método de suicídio. Exemplos disso incluem alinhar portas de trem com plataformas, trocar o gás de carvão para o gás natural em residências e leis de controle de armas, todas as quais reduziram os suicídios apesar de serem destinadas a um propósito diferente.

### Suicídio simples e suicídio complexo
Os suicídio podem ser classificados em complexo ou simples de acordo com o número de métodos usados ao mesmo tempo:
- suicídio simples é quando apenas um método é usado para induzir a morte.
- Suicídio complexo é o suicídio em que se usou mais de um método, simultaneamente ou após um método falhar.[16]

O planejamento de vários métodos para induzir a morte permite ainda a classificação do suicídio em planejado e não planejado. No tipo planejado, dois ou mais métodos são aplicados simultaneamente para garantir que a morte ocorra. No tipo não planejado, um segundo método é usado apenas se o primeiro método for malsucedido ou doloroso. Métodos menos fatais, como envenenamento ou corte, são combinados com um segundo método, geralmente mais letal, como disparo de arma de fogo, saltar de uma altura, queimar-se ou enforcamento.
Cerca de 1,5 a 5% de todos os suicídios cometidos mostram uma combinação de múltiplas abordagens de autoagressão e são definidos como suicídios complexos.
Um exemplo de suicídio complexo é o do pintor austríaco Richard Gerstl que se esfaqueou e então se enforcou. O também artista Mark Rothko teve uma overdose de barbitúricos e cortou uma artéria em seu braço direito com uma lâmina de barbear.

### Letalidade
A letalidade de um método — o quanto o método é eficiente, portanto letal — descreve os seguintes fatores:
1. Mortalidade inerente, por exemplo, a exaustão de um carro que liberar mais monóxido de carbono será mais mortal do que a exaustão de um carro que liberar menos.
2. Facilidade de uso, um método que requer conhecimento técnico é menos acessível do que aquele que não exige.
3. Acessibilidade, dada a breve duração de algumas crises suicidas, uma dose letal de pílulas na mesa de cabeceira representa um perigo maior do que uma prescrição que precisa ser acumulada durante meses para resultar uma dose letal. Da mesma forma, uma arma de fogo no armário apresenta um risco maior do que uma ponte muito alta a oito quilômetros de distância, mesmo que ambos os métodos tenham igual letalidade.
4. Capacidade de desistência durante a tentativa, mais pessoas iniciam uma tentativa e desistem do que a terminam; portanto, os métodos que podem ser interrompidos, sem danos, durante a tentativa - como uma overdose, cortar-se, envenenamento por monóxido de carbono e enforcamento/asfixia — oferecem uma janela de oportunidade para resgate ou mudança de atitude do que armas de fogo ou saltar de altura.
5. Aceitabilidade, embora o fogo, por exemplo, seja universalmente acessível, raramente é usado (nos EUA) para suicídio.

## Métodos

### Afogamento

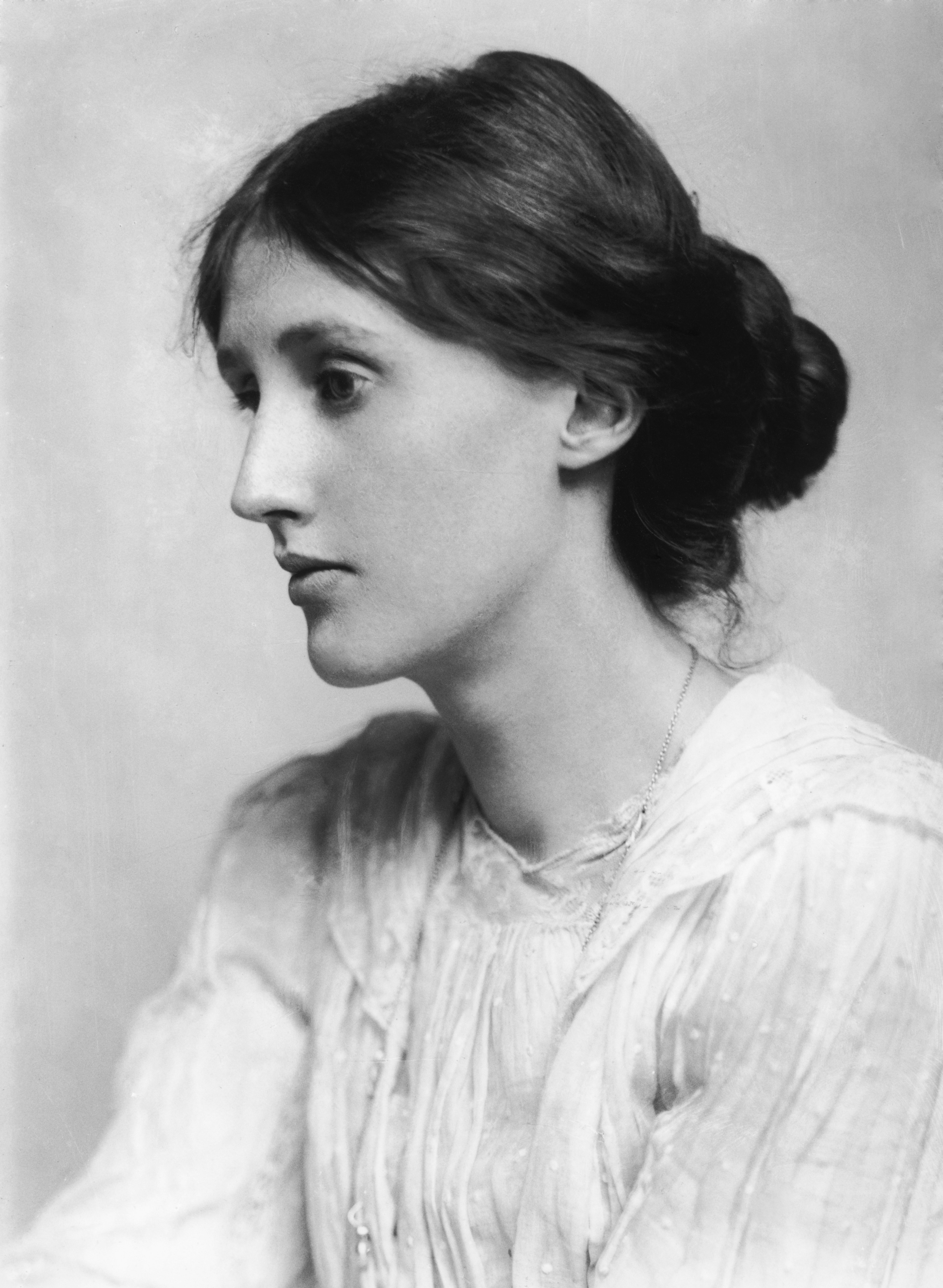
Em março de 1941, a escritora Virginia Woolf
encheu os bolsos com pedras, caminhou em direção ao Rio Ouse e se afogou.

O suicídio por afogamento é o ato de submergir-se deliberadamente em água ou outro líquido para impedir a respiração e assim privar o cérebro de oxigênio. Devido à tendência natural do corpo a subir para alcançar o ar, as tentativas de afogamento geralmente envolvem o uso de um objeto pesado para superar esse reflexo. À medida que o nível de dióxido de carbono no sangue da pessoa aumenta, o sistema nervoso central envia aos músculos respiratórios um sinal involuntário para contrair e assim a pessoa aspira a água. A morte geralmente ocorre quando o nível de oxigênio se torna muito baixo para sustentar as células do cérebro. Está entre os métodos menos comuns de suicídio, geralmente representando menos de 2% de todos os suicídios relatados nos Estados Unidos.
Não é preciso muita água para causar afogamento, todos os anos, pessoas se afogam em banheiras, lagos rasos e até em pequenas poças, a quantidade de líquido necessária para causar o desligamento dos pulmões de uma pessoa varia de acordo com a idade, o peso e a saúde respiratória do indivíduo, alguns estudos indicam que uma pessoa pode se afogar em 1 mililitro de líquido para cada quilo que pesa, assim, uma pessoa pesando cerca de 63 quilos pode se afogar após inalar apenas um quarto de xícara de água; uma pessoa pode se afogar mesmo já em terra horas depois de inalar água em um incidente de quase afogamento, essa situação é chamada de afogamento secundário.

### Armas de fogo

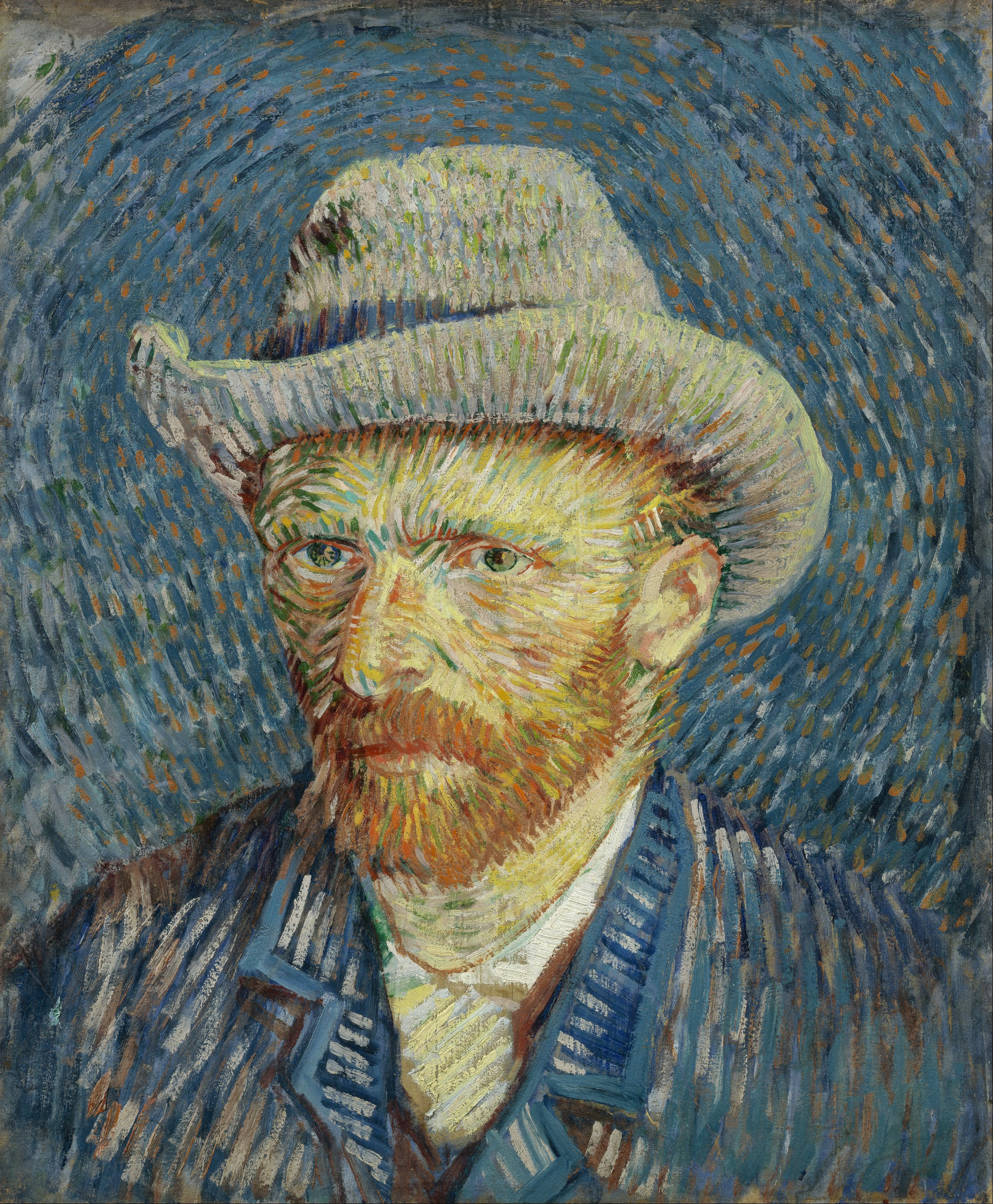
Autorretrato com o chapéu cinza de feltro (1887) de Van Gogh, o pintor disparou um revólver contra seu peito mas morreu somente dois dias depois

Um método comum de suicídio é usar uma arma de fogo. Geralmente, a arma é direcionada para a têmpora ou menos comumente, dentro da boca, sob o queixo ou no peito. Em todo o mundo, a prevalência de armas de fogo em suicídios varia muito, dependendo da aceitação e disponibilidade de armas de fogo em uma cultura. O uso de armas de fogo em suicídios varia de menos de 10% na Austrália para 50,5% nos EUA, onde é o método mais comum de suicídio.
Sobreviver a um tiro autoinfligido pode resultar em dor intensa no paciente, além de habilidades cognitivas e função motora reduzidas, hematoma subdural, corpos estranhos na cabeça, pneumocefalia e vazamento de líquido cefalorraquidiano. Para as balas direcionadas ao osso temporal, resultados possíveis são o abscesso do lobo temporal, meningite, afasia, hemianopsia e hemiplegia. Cerca de 50% das pessoas que sobrevivem a ferimentos de bala direcionados ao osso temporal sofrem danos no nervo facial, geralmente devidos a um nervo rompido.
Existe uma associação positiva entre a disponibilidade de armas de fogo e o aumento do risco de suicídio. Essa relação é mais fortemente estabelecida nos Estados Unidos. Mais armas de fogo estão envolvidas em suicídios do que em homicídios nos Estados Unidos. Aqueles que compraram recentemente uma arma de fogo são considerados de alto risco para suicídio dentro de uma semana após a compra.

### Asfixia
Suicídio por asfixia é o ato de inibir a capacidade de respirar ou limitar a captação de oxigênio durante a respiração, causando hipóxia e, eventualmente, a asfixia. Isso pode envolver o uso de um saco plástico na cabeça ou confinamento em um espaço fechado sem oxigênio. Essas tentativas envolvem o uso de depressores para fazer o usuário desmaiar devido à privação de oxigênio antes do pânico instintivo e o desejo de escapar devido à hipercapnia.
É impossível alguém cometer suicídio simplesmente prendendo a respiração, pois o nível de oxigênio no sangue fica muito baixo, o cérebro envia um reflexo involuntário e a pessoa respira quando os músculos respiratórios se contraem. Mesmo que se consiga superar essa resposta a ponto de se tornar inconsciente, nessa condição, não é mais possível controlar-se a respiração e um ritmo normal é restabelecido.
Por causa disso, é mais provável que alguém cometa suicídio por inalação de gás do que tentar impedir a respiração. Gases inertes como hélio, nitrogênio e argônio, ou gases tóxicos como monóxido de carbono são comumente usados em suicídios por asfixia, devido a sua capacidade de deixar a pessoa inconsciente e assim causar sua morte em poucos minutos.

### Autoestrangulamento
Este método envolve apertar uma ligadura ao redor do pescoço, de modo a comprimir as artérias carótidas, impedindo o suprimento de oxigênio ao cérebro e resultando em inconsciência e morte. A técnica também está associada a certos tipos de suportes e restrições de judô e à asfixia autoerótica. Isso também pode ser feito com laços torcidos.

### Automutilação
O suicídio por corte pode envolver a exsanguinação, o infarto, o choque séptico de certas rupturas como apendicite ou o afogamento por uma contusão pulmonar. A exsanguinação envolve reduzir o volume e a pressão do sangue para níveis abaixo do nível crítico, induzindo uma grande perda de sangue. Geralmente, é o resultado de danos infligidos nas artérias. As artérias carótida, radial, ulnar ou femoral são alvos comuns de cortes para causar suicídio.. A morte pode ocorrer diretamente como resultado da dessanguinação do corpo ou via hipovolemia, quando o volume sanguíneo no sistema circulatório se torna muito baixo e resulta no desligamento do corpo.
Aqueles que consideram uma tentativa de suicídio, ou experimentam um objeto para verificar sua eficácia, podem primeiro fazer cortes superficiais em si mesmo, conhecidos como "feridas de hesitação" ou "tentativas de feridas" na literatura; geralmente múltiplos cortes não-letais e paralelos.

#### Cortar os pulsos
Cortar o pulso às vezes é praticado com o objetivo de causar dano próprio e não o suicídio; no entanto, se o sangramento for abundante, ocorre a arritmia cardíaca, seguida por grave hipovolemia, choque, colapso circulatório ou ataque cardíaco e então a morte, nessa ordem.
No caso de uma tentativa de suicídio não fatal, a pessoa pode sofrer lesões nos tendões dos músculos flexores extrínsecos ou nos nervos ulnar e mediano que controlam os músculos da mão, os quais podem resultar em redução temporária ou permanente da capacidade sensorial ou motora da pessoa ou causar dor crônica somática ou autonômica.

### Desidratação
A morte por desidratação pode levar de vários dias a algumas semanas. Isso significa que, diferentemente de muitos outros métodos de suicídio, não pode ser realizado impulsivamente. Aqueles que morrem por desidratação terminal geralmente caem na inconsciência antes da morte, e também podem experimentar delírios e desarranjo de sódio sérico. A interrupção da hidratação não produz sede verdadeira, embora uma sensação de secura da boca seja freqüentemente relatada como "sede". A evidência de que essa não é uma verdadeira sede é extensa e mostra que o mal-estar não é aliviado pela ingestão de líquidos por via intravenosa, mas é aliviado pelo umedecimento da língua e dos lábios e pelo cuidado adequado da boca. Pacientes com edema tendem a demorar mais para morrer de desidratação por causa do excesso de líquido em seus corpos.
A desidratação terminal tem sido descrita como tendo vantagens substanciais sobre o suicídio assistido por médico no que diz respeito à autodeterminação, acesso, integridade profissional e implicações sociais. Especificamente, um paciente tem o direito de recusar o tratamento e seria uma agressão pessoal alguém forçar água a um paciente, mas esse não é o caso se um médico simplesmente se recusar a fornecer medicamentos letais. Mas também tem desvantagens distintas como um meio humano de morte voluntária. Uma pesquisa com enfermeiros de hospícios constatou que quase o dobro havia cuidado de pacientes que escolheram a recusa voluntária de alimentos e fluidos para acelerar a morte do que cuidou de pacientes que escolheram o suicídio assistido por médico. Eles também avaliaram o jejum e a desidratação como causadores de menos sofrimento e dor e mais pacíficos do que o suicídio assistido por um médico. Outras fontes, no entanto, observaram efeitos colaterais muito dolorosos da desidratação, incluindo convulsões, rachaduras e sangramentos na pele, cegueira, náusea, vômito, cãibras e dores de cabeça graves. Pode haver uma linha tênue entre sedação terminal que resulta em morte por desidratação e eutanásia.

### Eletrocussão
O suicídio por eletrocussão envolve o uso de um choque elétrico letal o suficiente para matar. Isso causa arritmias do coração, o que significa que o coração não se contrai em sincronia entre as diferentes câmaras, causando essencialmente a eliminação do fluxo sanguíneo. Além disso, dependendo do valor da corrente elétrica, também podem ocorrer queimaduras. A opinião do o juiz William M. Connolly do Supremo Tribunal de Nebraska, proibindo a cadeira elétrica como um método de execução, afirma que "a eletrocussão causa dor intensa e sofrimento agonizante", acrescentando que é "desnecessariamente cruel infligir sem propósito a violência física e a mutilação do corpo do prisioneiro".

### Enforcamento
O suicídio por enforcamento era o método mais comum na cultura chinesa tradicional, pois acreditava-se que a raiva envolvida em tal morte permitia o espírito da pessoa assombrar e atormentar os sobreviventes. Era usado como um ato de vingança por mulheres zangadas e oprimidas e de desafio por parte de autoridades impotentes, que a usavam como uma "maneira final, mas inequívoca, de permanecer inert contra e acima das autoridades opressivas". Os suicidas abordavam o ato cerimonialmente, incluindo o uso de roupas adequadas.
Enforcar-se é o meio predominante de suicídio em sociedades pré-industriais e é mais comum em áreas rurais do que em áreas urbanas.

### Envenenamento

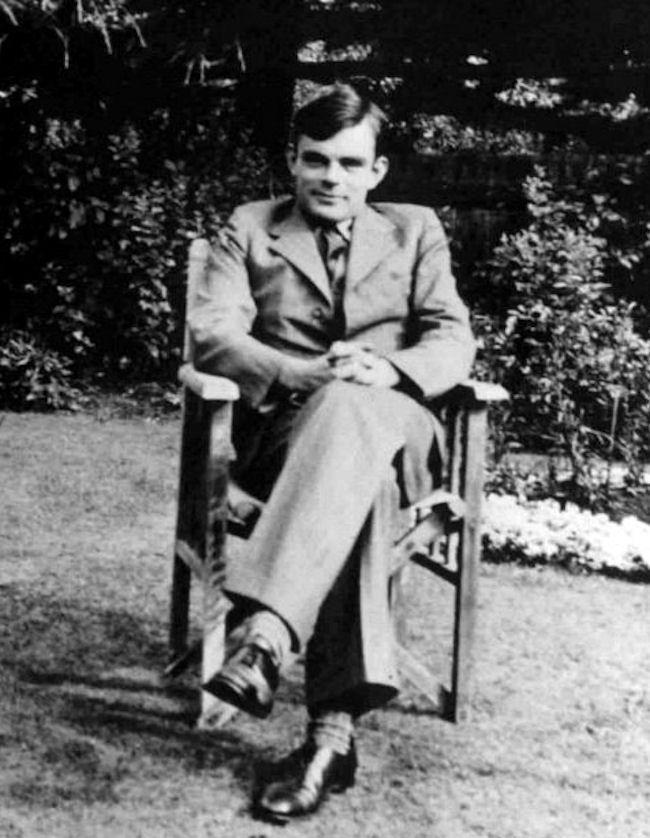
O matemático inglês Alan Turing suicidou-se supostamente ingerindo uma maçã envenenada com cianeto.

O suicídio pode ser cometido usando venenos de ação rápida, como o cianeto de hidrogênio, ou substâncias conhecidas por seus altos níveis de toxicidade para seres humanos. A maioria das pessoas de Jonestown morreram quando Jim Jones, líder de uma seita religiosa, organizou um suicídio em massa bebendo um coquetel de diazepam e cianeto em 1978. Doses suficientes de algumas plantas como planas da família beladona, grãos de mamona, Jatropha curcas e outras também são tóxicas. O envenenamento através de plantas tóxicas geralmente é mais lento e é relativamente doloroso.

#### Monóxido de carbono
Um tipo particular de envenenamento envolve a inalação de altos níveis de monóxido de carbono. A morte geralmente ocorre através de hipóxia. Na maioria dos casos, o monóxido de carbono (CO) é usado porque é facilmente disponível como um produto da combustão incompleta; por exemplo, a que ocorre em veículos e em alguns tipos de aquecedores. Uma tentativa falha pode resultar em perda de memória e outros sintomas.
No passado, antes dos regulamentos para qualidade do ar e dos catalisadores, o suicídio por envenenamento por monóxido de carbono costumava ser alcançado com a operação do motor de um carro em um espaço fechado, como uma garagem, ou redirecionando o escapamento de um carro para dentro da cabine com uma mangueira. A exaustão de automóveis pode conter até 25% de monóxido de carbono. No entanto, os conversores catalíticos encontrados em todos os automóveis modernos eliminam mais de 99% do monóxido de carbono produzido.
A incidência de suicídio por envenenamento por monóxido de carbono por meio da queima de carvão, como um churrasco em uma sala fechada, parece ter aumentado. Isso tem sido referido por alguns como "morte por hibachi".

#### Overdose
Overdose é quando a pessoa utiliza mais do que a quantidade normal ou recomendada de algo, geralmente um medicamento, uma overdose pode resultar em sintomas graves e prejudiciais ou mesmo a morte; overdoses podem ser intencionais ou por acidente; overdoses não são o mesmo que envenenamento embora os efeitos possam ser os mesmos, o envenenamento ocorre quando alguém ou algo (como o meio ambiente) o expõe a produtos químicos, plantas ou outras substâncias perigosas sem o seu conhecimento.
A overdose é frequentemente o método preferido de morte digna entre membros de sociedades a favor do direito de morrer. Uma pesquisa entre membros da sociedade de direito à morte, a Exit International sugeriram que 89% prefeririam tomar uma pílula ao em vez de usar um saco de suicídio - um dispositivo para suicídio que consiste em um saco ou bolsa para respirar gás - um gerador de Dióxido de carbono ou usar "eutanásia lenta". A morte por inalação de hélio, no entanto, é o método mais comum preferido na prática, em grande parte devido à sua confiabilidade.
A confiabilidade do método dos medicamentos depende muito dos medicamentos escolhidos e de medidas adicionais, como o uso de antieméticos para prevenir o vômito. A taxa média de fatalidade para overdoses nos EUA é estimada em apenas 1,8%. Ao mesmo tempo, o grupo de suicídio assistido Dignitas relatou nenhuma única falha entre 840 casos (taxa de mortalidade de 100%), em overdoses de pentobarbital, o agente ativo da antiga medicação hipnótica Nembutal, usado em combinação com drogas antieméticas.
Embora os barbitúricos sejam usados há muito tempo para o suicídio, eles estão se tornando cada vez mais difíceis de adquirir. A sociedade holandesa de direito à morte, WOZZ, propôs várias alternativas seguras aos barbitúricos para uso na eutanásia.
As tentativas de overdose com opioides estão entre as mais comuns devido à fácil disponibilidade da substância sem receita.

#### Pesticida e agrotóxicos
Em uma pesquisa de David Gunnell e co-autores estimou que da década de 1990 até o início de 2000, pelo menos 30% dos suicídios em todo o mundo foram resultado de envenenamento por pesticidas - a maioria em países de baixa a média renda.
Pouco mais de uma década depois, com os co-autores Ayanthi Karunarathne, Flemming Konradsen e Michael Eddleston (2019), David Gunnell tentou quantificar o número total de vidas perdidas por suicídio por envenenamento por pesticidas desde a Revolução Verde, eles estimam que o número total de vidas perdidas por envenenamento automático durante o período de 1960 a 2018 seja de 14 a 15 milhões. Considerando a ilegalidade do suicídio em vários países e os fracos registros de mortes em áreas rurais, ainda é provável que seja uma estimativa subestimada.
Em todo o mundo, 30% dos suicídios são causados por envenenamentos por pesticidas. O uso deste método, no entanto, varia acentuadamente em diferentes áreas do mundo, de 4% na Europa a mais de 50% na região do Pacífico.
O envenenamento por produtos químicos agrícolas é muito comum entre as mulheres no interior da China e é considerado um grande problema social no país. Na Finlândia, o pesticida altamente letal Parathion era comumente usado para suicídio na década de 1950. Quando o acesso ao produto químico foi restrito, outros métodos o substituíram, levando os pesquisadores a concluir que restringir certos métodos de suicídio pouco afeta a taxa geral de suicídio. No entanto, no Sri Lanka, tanto o suicídio por agrotóxicos quanto o total de suicídios reduziram após a primeira classe 1 e depois o endosulfan serem banidos.
No Brasil, os casos de intoxicações ocupacionais por agrotóxicos (fitossanitários) aparecem em queda enquanto o número de intoxicações propositais para fins de suicídio estão em alta, no entanto o SINITOX, Sistema Nacional de Informações Tóxico-Farmacológicas informa que "o menor número de casos de intoxicações e envenenamentos registrado nas estatísticas publicadas pelo Sinitox, nos últimos anos, ocorreu em virtude da diminuição da participação dos Centros de Informação e Assistência Toxicológica (CIATs) nestes levantamentos".

#### Outras toxinas
O suicídio relacionado a detergentes envolve a mistura de produtos químicos domésticos para produzir sulfeto de hidrogênio ou outros gases venenosos.
As taxas de suicídio por gás doméstico caíram de 1960 a 1980.
No final do século XIX, na Grã-Bretanha, houve mais suicídios por inalação de ácido carbólico do que de qualquer outro veneno, porque não havia restrições à sua venda. Braxton Hicks e outros médicos legistas pediram que sua venda fosse proibida.

### Fogo
Atear fogo a si mesmo é popularmente chamado de autoimolação apesar da palavra se referir originalmente a qualquer ato de autossacrificar-se.
Em algumas partes da Índia, o autossacrifício conhecido como sati consistia em atear fogo a si mesmo, geralmente uma viúva hindu se atirava na pira funerária do marido morto, voluntariamente ou por coerção.
Em 1963, Thích Quảng Đức um monge Mahayana, ateou fogo a seu próprio corpo durante uma manifestação na cidade de Saigon, Vietnã do Sul, contra a política religiosa do governo de Ngo Dinh Diem. Em 2011, oito jovens em áreas de etnia tibetana na província de Sichuan atearam fogo ao próprio corpo em protesto contra controles religiosos de Pequim, Gyalton, vice-presidente da Associação Budista Provincial de Sichuan, disse que a autoimolação dos tibetanos degrada o budismo.
Em fevereiro de 2024, o funcionário da Força Aérea dos Estados Unidos, Aaron Bushnell, cometeu o ato de autoimolação no portão da frente da Embaixada de Israel, em Washington, para protestar contra o que ele chamou de genocídio cometido por Israel na Guerra Israel-Hamas. Durante o incidente, Bushnell disse que estava protestando contra "o que as pessoas têm experimentado na  Palestina nas mãos de seus  colonizadores" e declarou que "não será mais cúmplice do genocídio" antes de se encharcar de gasolina e atear fogo em si mesmo. Enquanto queimava, Bushnell gritou repetidamente "Palestina livre!" enquanto os serviços de emergência locais chegavam ao local.

#### Atirar-se em um vulcão
O suicídio ao atirar-se em um vulcão envolve pular na lava derretida em uma cratera vulcânica ativa, uma abertura nas fissuras, no fluxo de lava ou em um lago de lava. A causa real da morte pode ser o resultado da queda, queimaduras de contato, calor radiante ou por asfixia pelos gases vulcânicos. Segundo algumas fontes antigas, o filósofo Empédocles pulou para dentro do vulcão Etna.
Os suicídios modernos desse tipo ocorreram em numerosos vulcões, mas o mais famoso é o Monte Mihara, no Japão. Em 1933, Kiyoko Matsumoto se suicidou pulando na cratera Mihara. Uma tendência de suicídio se seguiu, quando 944 pessoas saltaram para a mesma cratera no ano seguinte. Mais de 1200 pessoas tentaram suicídio em dois anos antes de uma barreira ser erguida. A barreira original foi substituída por uma cerca mais alta, encimada por arame farpado, depois que outras 619 pessoas saltaram em 1936.

### Hipotermia
A hipotermia é um método extremamente raro de suicídio. A partir de 2015, houve apenas 9 casos na literatura científica.

### Impacto veicular

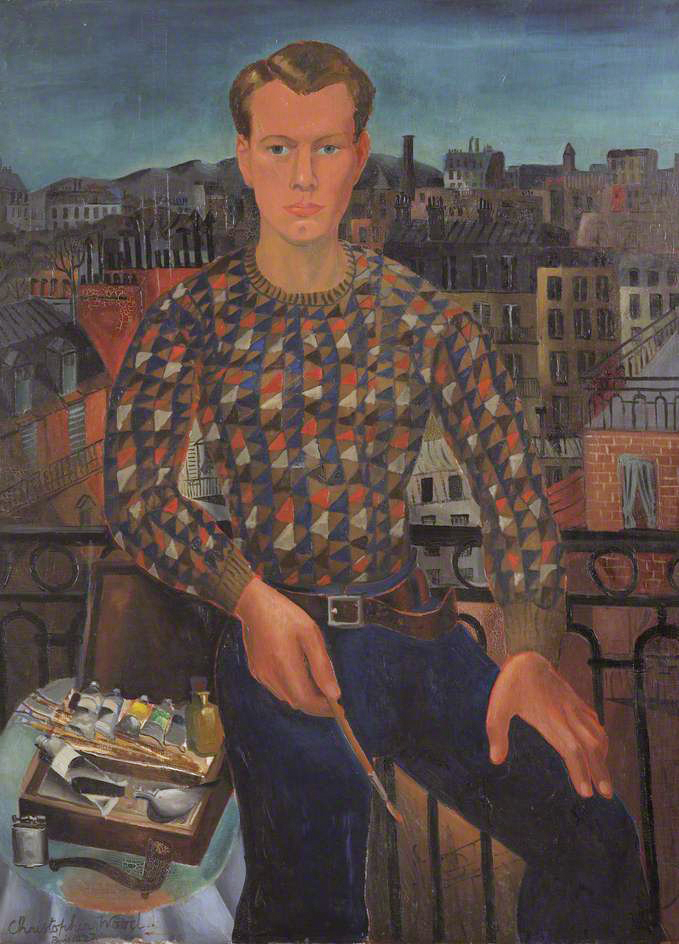
"Autorretrato" (1927), de Christopher Wood, o pintor inglês passou a ter crises psicóticas por abstinência ao ópio, durante um surto, jogou-se na frente de um trem na estação de Salisbury

Outra maneira de cometer suicídio é colocar-se deliberadamente no caminho de um veículo grande e veloz, resultando em impacto fatal.

#### Ferrovias
O suicídio é realizado posicionando-se sobre uma via férrea quando um trem se aproxima ou dirigindo um carro em direção aos trilhos. Tentativas fracassadas podem resultar em lesões profundas, como múltiplas fraturas, amputações, concussão e graves danos cerebrais e deficiências físicas.
Ao contrário de ferrovias subterrâneas, em suicídios envolvendo linhas ferroviárias acima do solo a pessoa geralmente fica de pé ou deitada sobre os trilhos, esperando a chegada do trem. Como os trens geralmente viajam em alta velocidade (geralmente entre 80 e 200 km/h), o condutor geralmente não consegue parar o trem antes da colisão. Esse tipo de suicídio pode ser traumatizante para o condutor do trem e pode levar ao transtorno de estresse pós-traumático.
Portugal
Em números, extraídos do último relatório do Instituto da Mobilidade e dos Transportes: entre 2006 e 2015 — em apenas dez anos, portanto —, 801 pessoas foram colhidas por comboios. Destas mortes, 492 foram reportadas como suicídio. As restantes 309 ficaram registadas como acidentes, nomeadamente nas passagens de nível.

#### Sistemas de metrô
Pular na frente de um metrô que se aproxima tem uma taxa de mortalidade de 59%, menor que a taxa de mortalidade de 90% dos suicídios relacionados ao ferroviário. Isso acontece porque os trens que viajam em trilhos abertos viajam relativamente rápido, enquanto os trens que chegam a uma estação de metrô estão desacelerando para que possam parar e permitir o embarque dos passageiros. Diferentes métodos têm sido utilizados para diminuir o número de tentativas de suicídio em metrôs: por exemplo, fossas profundas de drenagem reduzem pela metade a probabilidade de fatalidade. A separação dos passageiros da pista por meio das portas da plataforma está sendo introduzida em algumas estações, mas é uma medida cara.

#### Automóveis
Alguns suicídios são o resultado de acidentes de carro. Isso se aplica especialmente a acidentes com um único ocupante ou único veículo envolvido, devido à frequência de seu uso, aos perigos inerentes à direção geralmente aceitos e pelo fato de oferecer ao indivíduo a oportunidade de pôr em perigo ou terminar sua vida sem se confrontar conscientemente com sua intenção suicida.
A porcentagem real de suicídios em acidentes de carro não é conhecida com segurança; estudos realizados por pesquisadores de suicídio dizem que "fatalidades veiculares que são suicídios variam de 1,6% a 5%". Alguns suicídios são classificados incorretamente como acidentes porque o suicídio deve ser comprovado; "É digno de nota que, mesmo quando há forte suspeita de suicídio, mas uma nota de suicídio não é encontrada, o caso será classificado como 'acidente'".
Alguns pesquisadores acreditam que os suicídios disfarçados de acidentes de trânsito são muito mais prevalentes do que se pensava anteriormente. Uma pesquisa comunitária em larga escala na Austrália entre pessoas suicidas forneceu os seguintes números: "Dos que relataram planejar um suicídio, 14,8% (19,1% dos planejadores do sexo masculino e 11,8% dos planejadores do sexo feminino) haviam concebido um "acidente" de veículo a motor... De todos os que tentaram, 8,3% (13,3% dos homens) tentaram anteriormente por colisão de veículos a motor."

#### Aeronaves
Entre 1983 e 2003, 36 pilotos cometeram suicídio por aeronaves nos Estados Unidos. Há ataque suicidas por aeronaves bem documentadas, incluindo ataques japoneses dos Kamikazes e os ataques de 11 de setembro. Em 24 de março de 2015, o co-piloto da Germanwings, Andreas Lubitz, derrubou deliberadamente o Voo Germanwings 9525 nos Alpes franceses para cometer suicídio, matando 150 pessoas com ele.
O suicídio por piloto também foi proposto como uma causa potencial para o desaparecimento do Voo Malaysia Airlines 370 em 2014, com evidências sendo encontradas em um aplicativo de simulador de voo usado pelo piloto do voo.

### Indireto

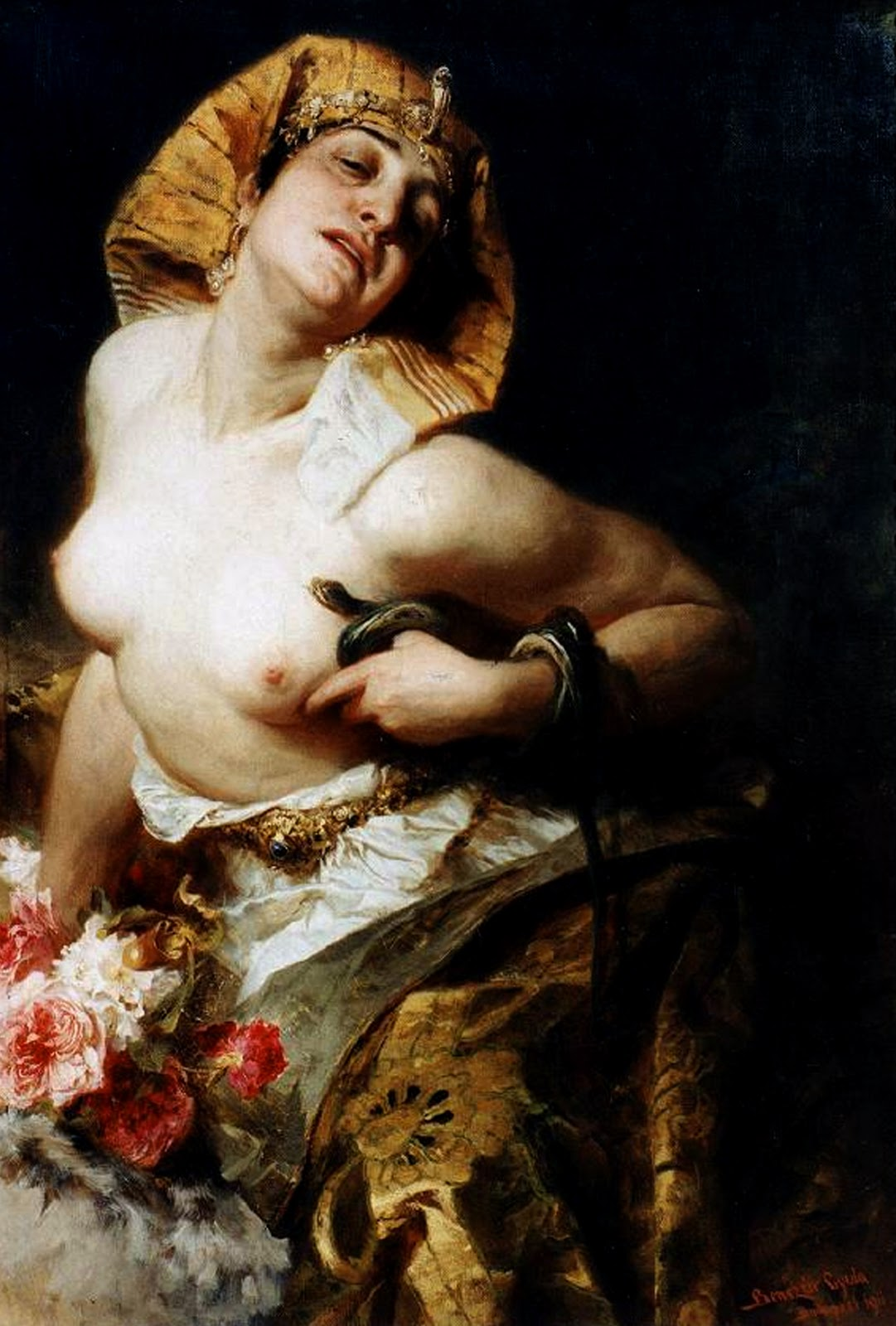
Cleópatra (1911), pintura de Gyula Benczúr, de acordo com a crença popular a rainha deixou-se picar por uma víbora para se suicidar

O suicídio indireto é o ato de seguir um curso obviamente fatal sem cometer diretamente o ato sobre si mesmo.
Existem evidências de inúmeros exemplos de suicídio por crime capital na Austrália colonial. Condenados que tentam escapar de seu tratamento brutal matariam outro indivíduo. Isso era necessário devido a um tabu religioso contra o suicídio direto. Acreditava-se que uma pessoa que cometesse suicídio era destinada ao inferno, enquanto uma pessoa que cometesse assassinato poderia absolver seus pecados antes da execução. Em sua forma mais extrema, grupos de prisioneiros na colônia penal extremamente brutal da Ilha Norfolk formavam loterias suicidas. Os prisioneiros sorteavam palhas para que um prisioneiro matasse o outro. Os participantes restantes testemunhariam o crime e eram enviados para Sydney, pois os julgamentos capitais não poderiam ser realizados na Ilha Norfolk, ganhando assim uma pausa da ilha. Há incerteza quanto à extensão dessas loterias suicidas. Embora os relatos contemporâneos afirmem que a prática era comum, tais alegações provavelmente são exageradas.

#### Ataque por animais
Algumas pessoas optaram por se suicidar indiretamente ao serem atacadas por animais predadores, como tubarões e crocodilos, e em alguns casos a pessoa foi comida viva; por exemplo, em 2011 no leste da África do Sul, um homem deprimido (que queria ser atacado por um crocodilo) pulou em um rio e foi engolido por um crocodilo. Da mesma forma, em 2002, uma mulher deprimida se matou pulando em um lago de crocodilos no Samutprakarn Crocodile Farm and Zoo na Tailândia. Em 2014, uma segunda mulher se matou pulando no mesmo lago de crocodilos da Tailândia.

#### Suicídio por policia
Suicídio por policial ou suicídio policial é um método de suicídio no qual um indivíduo suicida se comporta deliberadamente de maneira ameaçadora, com a intenção de provocar uma resposta letal de um agente de segurança pública ou de um agente da lei.

### Inanição
Uma greve de fome pode levar à morte. A fome tem sido usada por ascetas hindus e jainistas como um método ritual de penitência (conhecido como Prayopavesa e Santhara, respectivamente), ou como um método para acelerar a própria morte, cátaros também fazim jejum depois de receber o consolamentum, a fim de morrer em um estado moralmente perfeito. Esse método de morte é frequentemente associado a protestos políticos, como o Greve de fome irlandesa de 1981 de prisioneiros paramilitares republicanos irlandeses que exigem status de prisioneiro de guerra, dos quais dez morreram. O explorador Hey Heydadahl se recusou a comer ou tomar remédios pelo último mês de sua vida, depois de ter sido diagnosticado com câncer.
A morte por anorexia nervosa causada por inanição não é listada nos atestados de óbito como suicídio. No Reino Unido, a recusa em aderir às normas relativas ao consumo de alimentos e bebidas pode levar à detenção, tratamento e até alimentação forçada nos termos da seção 3 da Lei de Saúde Mental 1983. Os efeitos disso podem ser substanciais e podem resultar em secções/compromissos involuntários, com alguns casos demonstrando um nível de persistência dos profissionais de saúde mental na resistência de tais métodos.
Os efeitos da alimentação forçada foram comparados a "agressão sexual" por alguns estudiosos como June Purvis (professor de sociologia da Universidade de Portsmouth); que cita os maus-tratos a mulheres no Movimento Sufragista. Um argumento apresentado pelo historiador e jornalista George Dangerfield denotou o tratamento como "Não mais que extremamente desagradável". As próprias mulheres alegando que o processo estava "terrivelmente degradantes". As questões morais enfrentadas pelos profissionais médicos que lidam com esses tratamentos ainda estão presentes hoje. As redes de notícias americanas registraram o caso de um enfermeiro da marinha que enfrentou uma corte marcial na baía de Guantánamo por se recusar a alimentar os detidos por motivos éticos. Essa revelação causou conflito entre muitas pessoas nos EUA quando vazou um vídeo de um detento, Gitmo, angustiado que tossia sangue durante o procedimento.

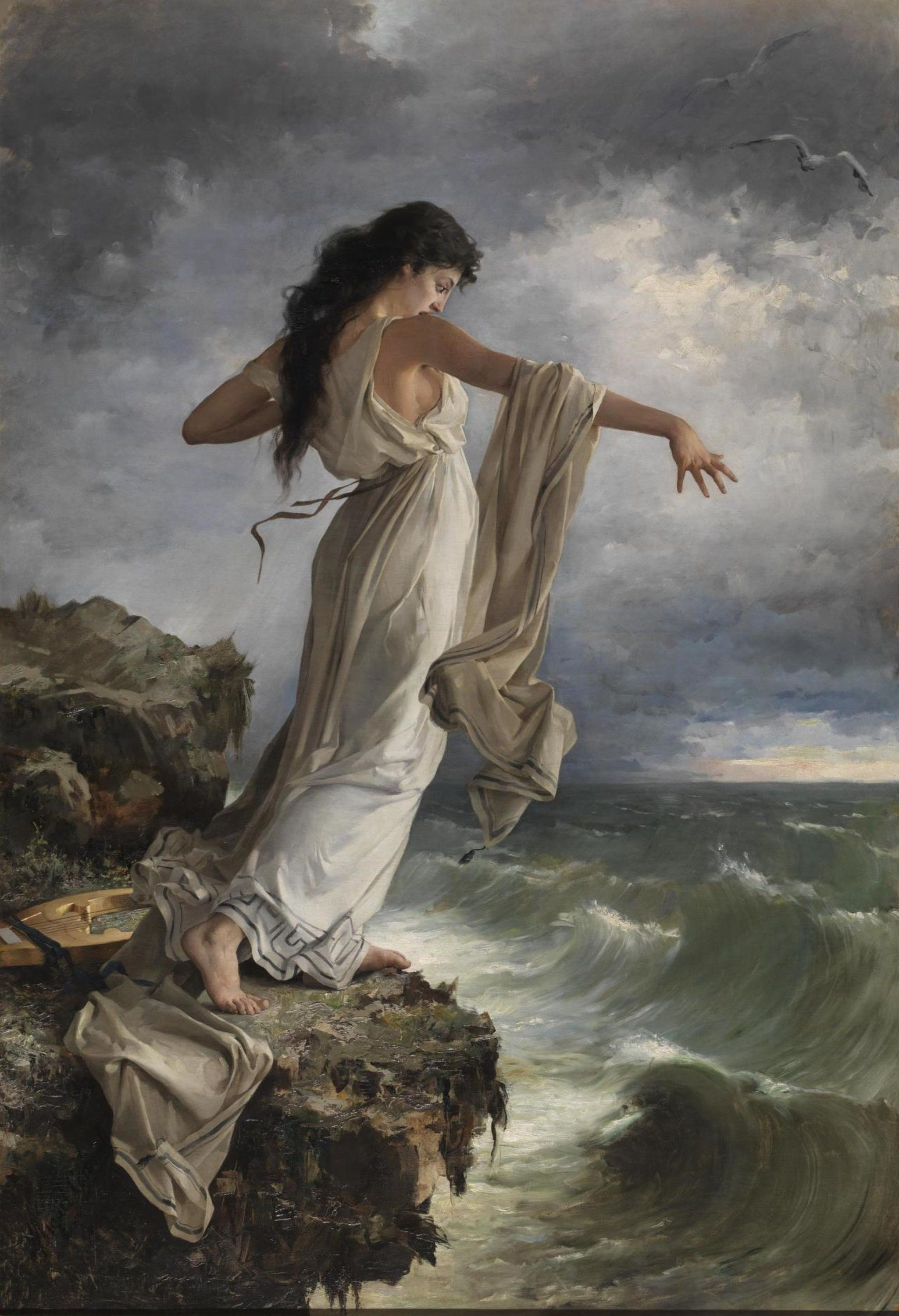
A morte de Safo (1881), obra de Miguel Carbonell Selva. A poetisa grega teria pulado do alto de um penhasco por causa de um amor não correspondido

| Saltar de um lugar alto é um modo comum de suicídio em área populosas ou em lugares onde edifícios altos são comuns e acessíveis como Hong Kong, Singapura, cidade de Nova Iorque, cidade de Taipei, Taiwan etc; nestes lugares, a maioria dos saltos ocorrem de edifícios residenciais, é um método procurado especialmente por idosos, por ser acessível e fácil de se conduzido e também por jovens cujo suicídios são impulsivos; o acesso a lugares e edifícios altos é um facilitador para este tipo de suicídio. Em Hong Kong, saltar é o método mais comum de cometer suicídio, sendo responsável por 52,1% de todos os casos de suicídio relatados em 2006 e taxas semelhantes nos anos anteriores. Há vários casos documentados de suicídio por paraquedismo, por pessoas que deliberadamente não abriram seu paraquedas (ou o removeu durante a queda livre) e haviam deixado notas de suicídio. Em situações extremas de desespero como no incêndio no Edifício Joelma ou nos ataques de 11 de setembro de 2001, as vítimas têm o impulso de tomar uma atitude para acabar com seu estado de angústia, pressentindo que morrerem queimadas é um sofrimento muito grande, calculam que a melhor saída é se atirar; as vítimas provavelmente entram em estado psicótico; isto é: falam, agem e pensam, mas já perderam o contato com a realidade; durante o trajeto de poucos segundos até o chão, a maioria das pessoas permanecem de olhos abertos, mas estão completamente anestesiadas; as situações de medo extremo fazem o corpo liberar hormônios que inibem a dor, além de acelerar a respiração e os batimentos cardíacos; Apenas em algumas situações a vítima tem o alívio de não ver o chão se aproximando, esses casos são raros e acontecem porque a falta de uma perspectiva de ação faz com que o organismo desacelere as funções vitais: o coração passa a bater tão devagar que a pessoa desmaia e morre já inconsciente. O suicídio ritual é realizado de maneira prescrita, geralmente como parte de uma prática religiosa ou cultural. |

#### Seppuku

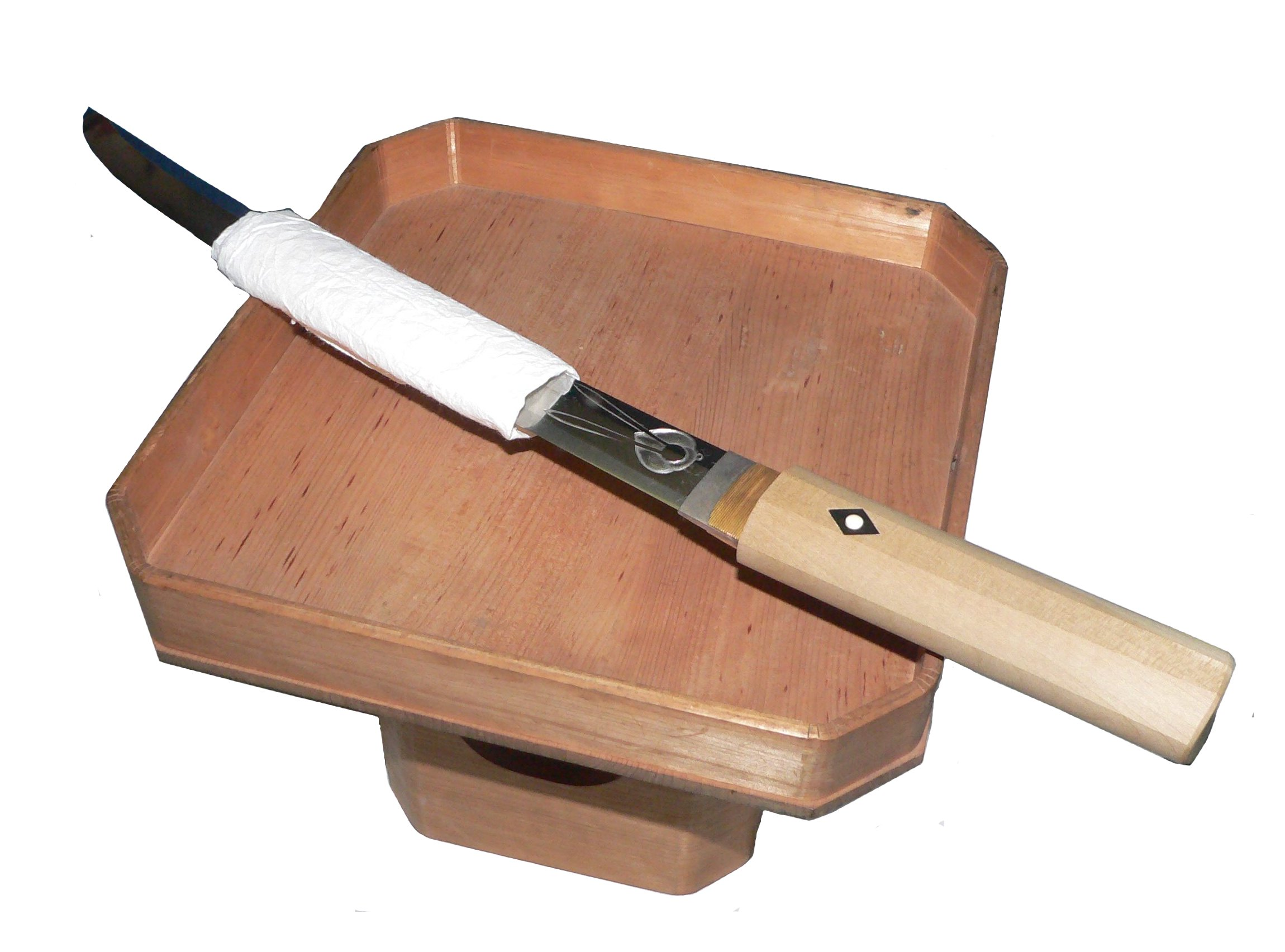
Wakizashi, uma espada curta usada para suicídio